# Линяускас, Йонас
Йо́нас Линя́ускас (лит. Jonas Liniauskas, 12 февраля 1955, Пабраде Швенчёнского района) — литовский поэт, автор книг для детей; председатель Союза писателей Литвы (с 2002 года), председатель Комиссии по радио и телевидению Литвы (с 2003 года).

## Биография
Родился в Пабраде. Среднюю школу окончил в Кретинге (1973). В 1973—1975 годах учился на филологическом факультете Вильнюсском государственном университете.
С 1975 года работал программистом и экономистом в системе связи. С 1984 года работал старшим экономистом и заместителем председателя в Обществе фотохудожников Литвы.
Работал в редакциях газеты «Комъяунимо теса» („Komjaunimo tiesa“; «Комсомольская правда») и других периодических изданий. В 1989—1995 годах был ответственным секретарём и заместителем редактора в еженедельниках «Литература ир мянас» („Literatūra ir menas“; «Литература и искусство») и «7 мяно денос» („7 meno dienos“; «7 дней искусства»).
В 1995 году был избран секретарём правления Союза писателей Литвы (СПЛ). В 1998 году был назначен заместителем председателя. С 13 декабря 2002 года председатель СПЛ. Был делегирован в состав Комиссии по радио и телевидению Литвы. Председатель Комиссии по радио и телевидению Литвы (с января 2003 года).
Живёт в Вильнюсе.
Первая книга стихов „Lietaus kelionė“ («Путешествие дождя») издана в 1982 году.

## Издания
- Lietaus kelionė: eilėraščiai. Vilnius: Vaga, 1982 (Pirmoji knyga)
- Alyvos prieš vėją: eilėraščiai. Vilnius: Vaga, 1986.
- Mieste: eilėraščiai. Vilnius: Vaga, 1991.
- Margučių pasaka: eiliuota pasaka / kartu su Aušra Jonikaite. Vilnius: Alna litera, 1992.
- Vandenų abėcėlė: eilėraščiai vaikams. Vilnius: Lietuvos rašytojų sąjungos leidykla, 1993; Vaga, 2003.
- Vilties daina / muzika Gintauto Abariaus, žodžiai Jono Liniausko, aranžuotė Leonido Abario. Vilnius: M.K. Čiurlionio pianistų ir vargonininkų konkursas, 1997.
- Vienkiemis: eilėraščiai. Vilnius: Regnum, 1998.
- Vyrai ir klavyrai: eilėraščiai ir dainelės su natomis vaikams / Jonas Liniauskas, Jarekas Cechanovičius. Vilnius: Vaga, 1998.
- Oranžinis čiulptukas, arba Mano pirmas sandėris: pasakos. Vilnius: Vaga, 2002.
- Maža tamsa, arba Augimo nerimas: pasakos. Vilnius: Vaga, 2004.
- Žolės instinktas: poezija. Vilnius: Versus aureus, 2005.
- Voverės ir kitos būtybės: eilėraščiai. Vilnius: Lietuvos rašytojų sąjungos leidykla, 2007.